# Kolędy (album Danuty Stankiewicz)
Kolędy – dwunasty album studyjny polskiej piosenkarki Danuty Stankiewicz wydany 15 listopada 2012 roku pod pseudonimem Danqa nakładem wytwórni MTJ.

## Lista utworów
1. Jezus malusieńki (trad. - trad.)
2. Gdy się Chrystus rodzi (trad. - trad)
3. Cicha noc (Franz Xaver Gruber - Piotr Maszyński)
4. Dzisiaj w Betlejem (trad. - trad.)
5. Gdy śliczna Panna (trad. - trad.)
6. Mędrcy świata (Zygmunt Odelgiewicz - Stefan Bortkiewicz)
7. Oj maluśki, maluśki (trad. - trad.)
8. Pójdźmy wszyscy do stajenki (trad. - trad.)
9. Lulajże Jezuniu (trad. - trad.)
10. Przybieżeli do Betlejem (trad. - trad.)
11. Bóg się rodzi (trad. - Franciszek Karpiński)
12. Wśród nocnej ciszy (trad. - trad.)
13. Wiązanka kolęd ze świata

## Charakterystyka albumu
Album Kolędy Danuty Stankiewicz to zbiór popularnych polskich kolęd i pastorałek. Wszystkie utwory zaaranżował i opracował Piotr Kubacki, który nagrał również chóry na płycie, oraz zagrał na instrumentach klawiszowych, gitarze akustycznej, oraz gitarze basowej. Album został zarejestrowany w 2012 roku w Studio NORTH WARSAW STUDIO w Warszawie, natomiast kolęda Oj maluśki, maluśki została zarejestrowana podczas koncertu artystki w kościele w Zalesiu Podlaskim. Wydania płyty nie promowano żadnymi singlami. Wydawnictwo ukazało się w formie płyty kompaktowej (MTJ CD 11379) 15 października 2012 roku nakładem Agencji Artystycznej MTJ. 31 października 2019 album miał swoją premierę w serwisach streamingowych.

## Muzycy
- Danuta Stankiewicz – śpiew
- Piotr Kubacki – instrumenty klawiszowe, gitara akustyczna, gitara basowa, chórki

## Realizatorzy
- Projekt graficzny – Krzysztof Krawiec
- Mastering głosu solowego – Piotr Śmiejczak
- Konsultacja językowa – Dominika Nagiecka–Wójcik, Sebastian Nagiecki
- Konsultacja merytoryczna – Henryk Albert